# Bobby Schottkowski

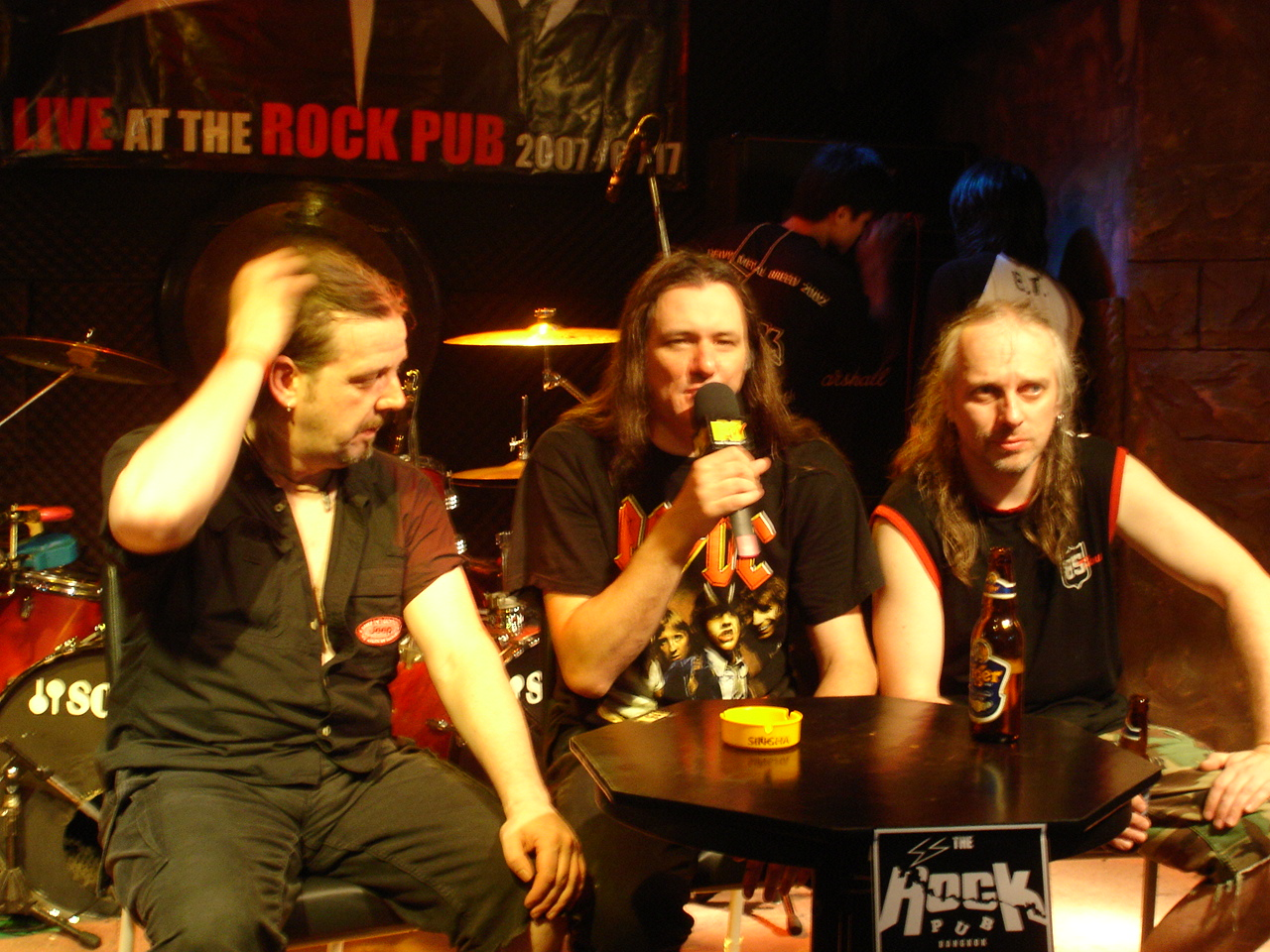
Schottkowski (links) mit Sodom 2007

Konrad „Bobby“ Schottkowski ist ein deutscher Schlagzeuger. Zwischen 1996 und 2010 war er Mitglied der deutschen Thrash-Metal-Band Sodom. Darüber hinaus war er mit den Bands Crows, Fireball und Randalica aktiv.

## Werdegang
Schottkowski gehörte im Jahre 1981 zu den Gründungsmitgliedern der Dortmunder Hard-Rock-Band Crows, deren einziges Studioalbum The Dying Race im Jahre 1991 erschien. Nach der Auflösung der Band Crows spielte er im Jahre 1995 unter dem Pseudonym „Doppelbob“ auf dem Randalica-Album Knast, Tod oder Rock´n´Roll mit. Hierbei handelte es sich um eine Spaßband der Redaktion des deutschen Metal-Magazins Rock Hard.
Zwei Jahre später schloss sich Schottkowski gemeinsam mit dem Gitarristen Bernd „Bernemann“ Kost, mit dem er schon bei Crows und Randalica spielte, der Band Sodom an. Mit Sodom veröffentlichte Schottkowski fünf Studioalben und wurde zum dienstältesten Schlagzeuger der Bandgeschichte. Im Frühjahr 2011 verließ er die Band aufgrund von persönlichen Differenzen zwischen ihm und dem Sänger Tom Angelripper.
Außerdem ist Schottkowski auf dem Album Ich glaub' nicht an den Weihnachtsmann von Tom Angelripper zu hören. Nach dem Ausstieg bei Sodom schloss sich Schottkowski der Band Hungöver an. Die Band besteht aus ehemaligen Mitgliedern von unter anderem Black Messiah, Jack Slater, Japanische Kampfhörspiele und Gammalux. Diese veröffentlichten 2012 ihren ersten Song Eyes of the Enemy online. Ein erstes Demo wurde 2012 von Waldemar Sorychta produziert. Gleichzeitig erschien ein Musikvideo zu Rolling Dead Man. Einige Liveauftritte folgten.
Seit 2007 moderiert Schottkowski gemeinsam mit dem Tankard-Sänger Andreas „Gerre“ Geremia die Rock Guerilla-TV-DVDs des Magazins Rock Hard. Im Frühjahr 2011 waren die beiden Musiker in drei Folgen der ARD-Telenovela Sturm der Liebe zu sehen.
2012 nahm Schottkowski mit Geremia den gemeinsamen Song Die Zwei von der Tanke auf, der auf der Rock-Hard-CD in der Jubiläumsausgabe 300 veröffentlicht und auf dem Rock Hard Festival live gespielt wurde, mit Waldemar Sorychta an der Gitarre. Letzterer schrieb auch die Musik. Den Grundstein für den Text steuerte Nadja Herten bei.
2014 gründete Schottkowski mit Waldemar Sorychta, Swen O. Heiland und Sänger The Duke die Band Dortmunder Jungs, die unterstützt von diversen Gastmusikern wie Sir Hannes Schmidt (The Idiots, Honigdieb) und Mika Kristian Karppinen von HIM Fußballlieder für Borussia Dortmund verfasst. Deren Debütalbum Heimat erschien am 11. April 2014 über Waldstreet Records (Intergroove).
Nach der Auflösung Hungövers 2017 schloss sich Schottkowski 2018 der Dortmunder Band Mutant Proof an.

## Diskografie
| Mit Sodom - 1997: ’Til Death Do Us Unite - 1999: Code Red - 2001: M-16 - 2003: One Night in Bangkok (Livealbum) - 2006: Sodom - 2010: In War and Pieces Mit Crows - 1991: The Dying Race Mit Randalica - 1995: Knast, Tod oder Rock´n´Roll | Mit Tom Angelripper - 1998: Ein Tröpfchen voller Glück - 1999: Ein Strauss bunter Melodien - 2000: Ich glaub’ nicht an den Weihnachtsmann Als Bobby & Gerre - 2012: Die Zwei von der Tanke (Song) Mit Dortmunder Jungs - 2014: Heimat Mit Tank - 2016: Valley of Tears Mit Mike Zero - 2015: Catch 22 |